# Ša'ul Amor
Ša'ul Amor, hebrejsky  שאול עמור‎‎ (21. prosince 1940 Boujad, Maroko– 2. října 2004) byl izraelský politik, poslanec Knesetu za stranu Likud a alianci Likud-Gešer-Comet a neúspěšný kandidát z prezidentských voleb v roce 1998.

## Biografie
Narodil se ve městě Boujad v Maroku. V roce 1956 přesídlil do Izraele. Vystudoval institut sociální práce v Haifě. Sloužil v izraelské armádě, kde dosáhl hodnosti desátníka (Rav Tura'i). Pracoval jako sociální pracovník. Hovořil hebrejsky, francouzsky a arabsky.

## Politická dráha
Působil jako starosta města Migdal ha-Emek. Publikoval články se sociální tematikou.
V izraelském parlamentu zasedl poprvé po volbách v roce 1988, v nichž kandidoval za stranu Likud. Byl členem výboru práce a sociálních věcí, výboru pro vzdělávání a kulturu a finančního výboru. Mandát obhájil ve volbách v roce 1992, opět za Likud. Usedl opět jako člen do výboru práce a sociálních věcí, výboru pro vzdělávání a kulturu a finančního výboru. Předsedal podvýboru pro bezpečnost práce. Opětovně byl zvolen i ve volbách v roce 1996, nyní za střechovou kandidátní listinu Likud-Gešer-Comet. Ta se později rozpadla a Amor přešel do samostatného klubu Likudu. Zasedal v parlamentním výboru práce a sociálních věcí, výboru pro státní kontrolu a finančním výboru. V roce 1998 kandidoval za Likud v prezidentských volbách proti stávajícímu prezidentu Ezeru Weizmanovi. Ten však již v prvním kole volby získal většinu hlasů (63 proti 49) a Amor tak neuspěl.
Zastával i vládní post. V roce 1999 byl ministrem bez portfeje. Ve volbách v roce 1999 kandidoval za Likud, ale nebyl zvolen.